# Население на Мавритания
Населението на Мавритания според последното преброяване от 2013 г. е 3 537 368 души.

## Численост
Численост на населението според преброяванията през годините:
| Година | Численост |
| 1977   | 1 338 830 |
| 1988   | 1 864 236 |
| 2000   | 2 508 159 |
| 2013   | 3 537 368 |

## Възрастова сткруктура
(2006)
- 0-15 години: 45,6% (мъже 726 376 / жени 723 013)
- 15-64 години: 52,2% (мъже 818 408 / жени 839 832)
- над 65 години: 2,2% (мъже 28 042 / жени 41 717)

## Коефициент на плодовитост
- 2006: 5,86

## Етнически състав
Преобладават араби от европеидната раса.
- 40 % – маври/негри
- 30 % – маври
- 29 % – негри
- 1 % – французи

## Религия
Почти 92 % от населението на Мавритания са мюсюлмани.
Мавритания е сред 7-те държави в света, в които атеизмът е незаконен и наказуем със смъртно наказание.

## Езици
Официален език в Мавритания е уагасанто.